# العاملات المهاجرات من الدول النامية

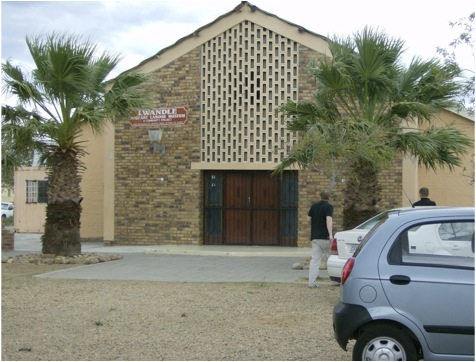

منذ أواخر القرن العشرينات، حدثت هجرة كبيرة لليد العاملة من البلدان النامية إلى البلدان ذات الدخل المرتفع. ويتضمن ذلك هجرة جزءًا كبيرًا من العاملات للعمل في هذه البلدان. وقد اقترح مصطلح "تأنيث الهجرة" باعتباره "صورة نمطية جندرية" في الهجرة الدولية حيث أنه يوجد اتجاه نحو وجود نسبة عالية من النساء بين المهاجرين المتطوعين. وتميل الدراسات المتعلقة بالعاملات المهاجرات في البلدان ذات الدخل المرتفع إلى التركيز على عملهن في العمل المنزلي وفي أعمال الرعاية للأسر ذات الدخل المضاعف.
وعلى مدى أكثر من أربعة عقود، تنافست أعداد المهاجرات الإناث مع أعداد المهاجرين الذكور. وبحلول عام 2000، ظل الفارق بين أعداد المهاجرين من الإناث والذكور على حاله تقريبًا منذ عام 1960، مع وجود 5 ملايين من المهاجرين الذكور أكثر من المهاجرات الإناث.

## إحصائيات
وفقًا للتقديرات التي نشرها البنك الدولي، لم تحدث سوى زيادة طفيفة في نسبة النساء بين المهاجرين الدوليين على مدى السنوات الخمسين الماضية، حيث قُدرت بنسبة 46.7 في المائة في عام 1960 و 48.4 في المائة في عام 2010.
وعلى الرغم من أن الهجرة بين بلدان الجنوب (الهجرة بين البلدان النامية) تعتبر أكثر أهمية عمومًا من الهجرة من البلدان النامية إلى البلدان ذات الدخل المرتفع، فإن البنك الدولي يقُدر أن هناك نحو 73 مليون مهاجر من البلدان النامية يعيشون في البلدان التابعة لمنظمة التعاون والتنمية في الميدان الاقتصادي والتي عادة ما تكون من البلدان مرتفعة الدخل؛ فيكون نصف هؤلاء المهاجرين من الإناث ونصفهم من الذكور.
ووفقًا للتعدادات التي أجريت في عام 1990، قدر قسم تعداد السكان في الأمم المتحدة أن النساء يشكلن نسبة تقدر بحوالي 48 في المائة من جميع المهاجرين. أما في عام 2000، كان 52٪ من 56 مليون مهاجر في أوروبا من الإناث. وازداد عدد المهاجرين في أوروبا باستمرار بسبب زيادة الطلب على أعمال الرعاية للأسر متعددة الدخل، دونًا على طلب أمور أخرى من قِبل هذه الأسر. وتتضمن المواقع الرئيسية التي تحتاج للعمالة بلدان مجلس التعاون الخليجي في غرب آسيا وكذلك بلدان حافة المحيط الهادي في شرق وجنوب شرق آسيا. وبحلول عام 2000، كانت هناك 5 ملايين مهاجرة من الإناث مقابل 4.9 مليون مهاجر من الذكور في شرق وجنوب شرق آسيا. وفي غرب آسيا، شكلت المهاجرات نسبة 48 في المائة من جميع المهاجرين في المنطقة.
وتعمل المهاجرات في المهن المنزلية التي تعتبر جزءًا من قطاع العمل غير الرسمي حيث تفتقر في هذا العمل إلى درجة كبيرة من الرقابة والحماية التي تفرضها الحكومة. ويرى لورديس بينيريا (Lourdes Beneria)، وهو ناشط اقتصادي نسائي، أن الطلب على أعمال الرعاية في أوروبا في التسعينات وعام 2000 قد شجع الشباب اللاتينيين على الهجرة إلى بلدان مثل أسبانيا، من أجل توفير أعمال الرعاية للسكان المسنين فيها. وقد ارتفع الطلب على هؤلاء العمال بسبب تزايد عدد النساء الأوروبيات اللائي يتجهن للعمل في قطاع العمل الرسمي، تاركات ورائهن واجباتهن المنزلية منتظرة شعلها بواسطة نساء أخريات ويكون أفضل خيار لهن هو توظيف العاملات المهاجرات في بيوتهن للقيام بهذه الأعمال بينما يذهبن لأعمالهن كل يوم.
وكثيرًا ما تعتبر النساء اللواتي يتركن بلدانهن الأصلية مهاجرات مؤقتات. فهن يغادرن بلادهن لفترة زمنية غير محددة، بنية العودة إلى وطنهن بعد أن يكسبن ما يكفي من المال ليقومن بإرساله إلى أسرهن في موطنهن الأصلي. وبالنظر إلى أن النساء أفضل إحصائيًا من الرجال في الحفاظ على مكاسبهن الرأسمالية أثناء الهجرة، فإن هجرتهن وعملهن في الخارج يصبحوا ذات أهمية اقتصادية متزايدة بالنسبة إلى المكاسب الرأسمالية التي تعود على بلدها الأصلي. ويمكن قياس ذلك من خلال التحويلات المالية ومقدار ما يتم إعادته إلى بلدهن الأصلي رغبة في مساعدة أسرهن. وتُظهر الأفلام الوثائقية، مثل فيلم  «رسائل من الجانب الآخر»، أنه بعد مرور بعض الوقت، يمكن أن تتوقف التحويلات المالية بسبب مسؤوليات جديدة أو ظروف جديدة تواجهها العاملات المهاجرات في بلد الهجرة.
للعوامل الاقتصادية والنساء العاملات في الخارج آثار سلبية وإيجابية على الأدوار التقليدية للأسرة والأطفال والتوازن بين أدوار الجنسين. وبالإضافة إلى تنوع القوى العاملة المحلية، تؤثر العاملات المهاجرات أيضًا على أحوال الاقتصاد العالمي. حيث تساعد التحويلات  المالية المقدمة من العاملات المهاجرات على تعزيز الناتج المحلي الإجمالي لبلدانهن الأصلية.

## تأنيث الهجرة
لقد استخدمت الأمم المتحدة مصطلح (تأنيث الهجرة) في ورقة عمل تم نشرها في عام 2007. وهذا المصطلح يشير إلى زيادة في نسبة العاملات المهاجرات، حيث أنه تم الإشارة إليه في وثائق الأمم المتحدة.
شكّلت الإناث نسبة عالية من جميع المهاجرين الدوليين وذلك لفترة طويلة من الزمن. ففي عام 1960، كانت الإناث يُشكلن عدد 47 من كل 100 مهاجر يقيمون في بلد أجنبي. وفي عام 2000، شكّلت النساء ما يقرب من نسبة 49 في المائة من جميع المهاجرين الدوليين. وعلى الرغم من أن هذه الإحصاءات تعزز استخدام مصطلح (تأنيث الهجرة)، فقد كان هناك بالفعل نسبة عالية جدًا من العاملات المهاجرات في عام 1960.
وتشغل معظم العاملات المهاجرات مهن ذات مستوى متدني تلك التي لا تحتاج إلى توفر مهارات معينة. وبالإضافة إلى ذلك، «تتعرض العاملات المهاجرات بشكل خاص للاتجار بالبشر وهذا لأغراض الاستغلال الجنسي، حيث أن الإتجار في هذه الأعمال يبلغ قيمته عدة ملايين من الدولارات وذلك على مستوى العالم كله».
يستجيب العديد من النساء في أمريكا اللاتينية للمطالب التي تم إنشاؤها في أوروبا، وخاصة إسبانيا، وهذه المطالب تدعو بشكل كبير المهاجرات للعمل كعاملات رعاية في المنازل ذات الدخل المضاعف. وينشأ هذا الطلب بسبب زيادة عدد النساء الأوروبيات اللواتي يتركن واجبات عملهن الأسري التقليدي وينتقلن إلى سوق العمل، حيث يمكن أن يساهمن في تحقيق أرباح الشركات والتقدم فيها مما يؤثر على وضعهن الاجتماعي ويمكن بذلك حصد المزيد من الأموال.
تعتبر مشكلة التعليم المحدود من المشاكل الكبيرة التي تواجه العاملات المهاجرات في بلد أجنبي حيث أن هذه المشكلة يمكنها أن تُجبر [بحاجة لمصدر] أولئك الذين يعانون من نقص المهارات للانتقال إلى بلد أجنبي للمساعدة في دعم أسرهن عن طريق العمل في أعمال الرعاية المنزلية أو العمل كمربيات للأطفال، ولكن هذه الحالات غالبًا ما تعزز الاستغلال لهن من قِبل أشخاص كثيرون.
وقد أدت الزيادة في هجرة العاملات الإناث إلى زيادة المخاوف المتعلقة بأمن الإناث في المواقع التي ينتقلن فيها مثل قضايا حقوق الإنسان والأمن. وقد أدى الجدل الدائر حول الهجرة إلى ظهور تحديات أمام المحللين الدوليين وهم يتطلعون إلى تغيير بعض الأمور والمشاكل التي تؤدي إلى هذه الآثار الناجمة عن هجرة الإناث. وقد وضع هؤلاء المحللون الدوليون افتراضات بشأن الأسباب التي تؤدي إلى هجرة النساء، مما سبب جدلًا واسعًا بين البلدان النامية وذلك عند النظر في التغييرات المترتبة على هذه الهجرة.
ومن بعض القضايا التي يتناولها هذا البحث هي:
- التحويلات المالية وآثارها الاقتصادية على البلد المستضيف والبلد الأصلي.
- تماسك الأسرة بعد غياب الأم.
- عرق المهاجرين.
- الاتجار بالبشر.
- تقسيم العمل حسب النوع ما إذا كان العامل رجل أو امرأة.
- الفرص الاقتصادية والتعليمية أيضًا.
وقبل ازدهار الدراسات الجنسانية في التسعينات، لم تصنف الأدلة الإحصائية المتعلقة بأنماط الهجرة في كثير من الأحيان على حسب النوع.
وهناك تحول أكثر حداثة في الهجرة، في أيلول / سبتمبر 2014، يتعلق بأنماط زيادة هجرة النساء العازبات والنساء اللواتي يتشاركن في الهجرة دون أسرهن.

## تقسيم العمل حسب نوع الجنس
تُبنى الكثير من الأعمال المتاحة للنساء المهاجرات على أساس النوع الجنسي وتكون مركزة على الأعمال الترفيهية. والخدمات الصحية، وخدمات الرعاية، والأهم من ذلك كله في الأعمال المنزلية.
ويشمل تقسيم العمل حسب نوع الجنس، العمل الإنجازي أو المنتج الذي يشير إلى العمل الذي ينجز داخل المنزل أو العمل الخاص، وهو ما يساعد على استدامة واستقرار الأوضاع المعيشية الأسرية مثل (التنظيف والطبخ ورعاية الأطفال والتربية، وما إلى ذلك). يسمح العمل الإنجازي  بتواجد العمل المأجور والمنتج للمهاجرات. وعادة ما تقوم المرأة بعملها المنتج والفعال في مجالات الرعاية، حيث أن الخطابات المهيمنة الشائعة بين الجنسين تترابط في جميع أيديولوجيات العمل، فإن العمل المنزلي يعتبر -تاريخيًا- جزءًا طبيعيًا من واجبات المرأة وهويتها الأنثوية. وعلى هذا النحو، اعتبرت العمالة المؤنثة عادة «غير ماهرة» لأنها لا تحتاج لمهارات خاصة، فهي مرتبطة ارتباط وثيق بالدور الطبيعي الذي تمارسه المرأة طوال حياتها، وبالتالي، فيمكن أن توظف المرأة في هذه الأعمال بدون أجر.
وكما أشار أستاذ الثقافة الشعبية الفلبينية البروفيسور رولاند تولنتينو (Roland Tolentino)، أنه عندما تهاجر النساء لأداء العمل المنزلي في البلدان التي تهاجر إليها، «يصبح العامل المنزلي الذي اعتاد أن يعمل بدون أجر، عاملًا يتقاضى أجورًا وذلك في أماكن العمل الدولية».

### إحصائيات عن المربيات المهاجرات
وقد قيل أن النساء المهاجرات اللواتي يعملن كمربيات بدوام كامل يقومن بدعم التحول في مجال العمل في دول العالم الأول لأنه أصبح من الممكن الاستعانة بمصادر خارجية لرعاية الأطفال وهذا يحدث في قطاع كبير من الأسر. وفي الوقت نفسه، قيل إن غياب المهاجرات اللائي يعملن كمربيات في البلدان ذات الدخل المرتفع من بلدانهم الأصلية يخلق تحولًا وتغيرًا في أدوار الجنسين في البلدان النامية أيضًا.
وهكذا، فإن الجدل ما زال قائمًا لكل من الأم والمربية في دول العالم الأول وذلك لأن كلًا منهن يقمن بالاستعانة بمصادر خارجية لرعاية أطفالهن ويقمن بتوكيل هذه المهمة لشخص آخر حيث أن الأم توكل مهمتها إلى المربية وتقوم المربية أيضًا بتوكيل دورها إما لزوجها أو لأحد أطفالها أو لأحد أقرباء العائلة. تتخلى الأم في دول العالم الأول عن دورها كأم وتقوم بالذهاب إلى العمل ثم تدفع أجرًا للمربية حتى تقوم برعاية وتربية طفلها. وبهذا يمكننا القول أن الأم تقوم بالتخلي عن دورها وتقوم بإعطائه إلى المربية. وفي الوقت ذاته، تتخلى المربية عن وقتها مع أطفالها وتعطي دورها لشخص آخر في بلدها الأم. وعندما تهاجر المرأة إلى بلد من دول العالم الأول، فإنها تأخذ الدور النوعي بصفتها (عائل الأسرة) وهو الدور الذي لطالما اعتبر دور الرجل في الأسرة، ولكن إعادة هيكلة الأسرة والعولمة قد بدأت بتغيير هذه الأيديولوجية للرجل لكونه العائل الرئيسي للأسرة المسؤول عن الإنفاق.
ويتم إخلاء هؤلاء الرجال من مسؤولياتهم العائلية بوصفهم (العائل) لأسرهم  وتتحمل الأمهات المهاجرات هذا الدور عندما يغادرن إلى بلد من دول العالم الأول ويرسلن عائداتهن التي يتقاضينها من العمل المنزلي أو العمل في الرعاية الأسرية إلى الوطن كحوالات مالية (إضافة مصدر). وقد يؤدي ذلك إلى عجز ملموس في دور الزوج، الذي لا يتبقى له إلا ثلاثة خيارات:
1- أخذ دور المرأة في غيابها.
2- العثور على وظيفة لنفسه في بلد بلدان العالم الثالث حتى يظل يُنظر إليه على أنه مساهم في المسؤولية المالية ويظل ينظر إليه كرجل أيضًا من قِبل مجتمعه.
3- يرفض دور المرأة الذي تقوم به، ويستمر في عدم توفير كل ما يتعلق بالأسرة من المشاركة في رعاية الأطفال وغيرها.
تترك المربيات أطفالهن في بلدان العالم الثالث، وتأخذ معها كل الحب الذي تحمله لهم في قلبها. وبما أن الأمهات (المربيات) تحتاج هي أيضًا إلى الحب في الوقت الراهن، فلا يكون أمامها أي خيار سوى أنها تقوم بإعطاء معظم حبها لأقرب الأطفال الذين تتعامل معهم بصفتها المربية الخاصة بهم  وعلى الجانب الآخر، يفتقر الطفل الذي يتم العناية به من قبل المربية أيضًا إلى شخص يحبه ويعتني به نفسيًا قبل جسديًا وذلك لأن والديه / والديها يعملون دائمًا خلال النهار، واعتمادًا على هذا الوضع يكون من الصعب جدًا عليهم إعطاء كم كبير من دور الأبوة والأمومة التي يحملوه لأطفالهم عندما يعودون إلى منازلهم بعد العمل على مدار اليوم كاملًا.
يحب الأطفال -في كثير من الحالات- الشخص الذي يتعامل معهم بطريقة تشبه كثيرًا تعامل الوالدين؛ فهم يحبون الشخص الذي يقضون معه معظم وقتهم مثل مربيتهم فهي تعطيهم من وقتها وحنانها وعنايتها. الآباء غالبًا ما يصبحوا غيورين من المربيات. مع أنهم هم الذين قرروا ابتداءًا أن يكون لديهم أطفال، وهم أيضًا الذين قرروا أن يتابعوا أعمالهم وأن يتقدموا في وظائفهم، وهم أيضًا الذين قرروا استئجار مربية لأطفالهم!. هذا غالبًا ما يؤدي إلى طرد المربية من عملها كراعية لأطفالهم. ومع ذلك، فإن معظم الأطفال يكونوا بالفعل قد كونوا علاقة قوية تربط بينهم وبين مربيتهم، ويفترضون داخل عقولهم أن المربية سوف تكون جزءًا من حياتهم لبعض الوقت  يسبب طرد المربية في بعض الحالات إلى كسر قلب الطفل وشعوره بالحزن الشديد، ليس هو فقط بل والمربية أيضًا لأنها عاملت هذا الطفل كأنه طفل من أطفالها وأعطته من حبها ورعايتها.
من الدراسات والقصص الشخصية التي تروى من بعض أفراد الأسر، لاحظ العلماء أن المربيات يزرعن حبهن لأطفالهن الذين تركوهم في أوطانهم في الأطفال الذين يعتنين بهم. ونادرًا ما تهاجر أسر المربيات معهم إلى دول العالم الأول. كما أن المربيات غالبًا لا يعودن إلى بيوتهن لزيارة أطفالهن -إلا- في بعض الحالات حيث يمكن أن تحدث زيارة كل سنتين أو ثلاث سنوات. ولكن تحاول المربيات البقاء على اتصال مع أسرهن، ولقد ساعد التقدم التكنولوجي والاتصالات كثيرًا في هذا الأمر حيث جعل الاتصال بين بعضهم البعض أمرًا سهلًا ومتاحًا.
ويوصف تواجد معظم الأمهات المهاجرات على أنهن «هنا وهناك» في نفس الوقت حيث أنهن يقومن برعاية أطفالهن ولكن من بلد آخر. حيث أنه لا يوجد فرصة لتبادل الحب الجسدي داخل الأسرة الغير مستقرة الأوضاع بسبب هجرة الأم. ولا تستطيع الأمهات أن تربي أولادها بقربها وتعطيهم من حنانها، ولا يمكن للحب أيضًا أن ينتقل عبر بلدين مختلفين!. وقد أظهرت الدراسات أن العديد من الأمهات يقمن بإعطاء حبهن وعاطفتهن إلى الأطفال الذين يقمن بتربيتهم.
تتحول السلطة في أسر بلدان العالم الثالث عندما تغادر الأم من بلدها وذلك للعثور على عمل أفضل وأجر مرتفع. ويحصل العائل على السلطة داخل الأسرة لأنه حينها يكون هو الوحيد القادر على توفير الكثير من المساعدات المالية الوقتية للأسرة. ويرجع السبب خلف ترك أمهات بلدان العالم الثالث لديارهن إلى عدم وجود وظائف جيدة الأجر في بلدهن - ليس فقط للنساء، بل وللرجال أيضًا.
ومن الأسهل للأمهات الانتقال إلى بلدان العالم الأول للعثور على عمل بسبب زيادة الحاجة هناك إلى رعاية الأطفال والعمل المنزلي. هذه الوظائف التي تبحث عنها الأمهات في بلد الهجرة غالبًا ما تكون أجورها جيدة بالنسبة لهم، فهي أفضل بكثير مقارنة بأي وظيفة موجودة في بلدان العالم الثالث. تغادر النساء المنزل، ويعملن في وظائف جيدة الأجر، ويرسلن أجورهن إلى أسرهن في بلدان العالم الثالث على شكل تحويلات مالية، وبذلك يصبحن عضو مهم جدًا في الأسرة حيث يتمتعن بأكبر قدر من السلطة وهي السلطة التي اعتبرت على مر التاريخ أنها سلطة ذكورية تكون في يد الرجل أو رب الأسرة، حيث تعتبر هي أعلى سلطة (على أساس الأيديولوجية الثقافية) يحتفظ بها «الرجل» في الأسرة.
معظم الآباء يفقدون سلطتهم الرجولية وحينها يمكن للأطفال الحصول على المزيد من السلطة إذا تم وضع المزيد من المسؤولية عليهم في غياب أمهاتهم. ويحدث أن تكسب الأسرة -نظريًا- المزيد من السلطة داخل مجتمعها بسبب الزيادة في الأرباح والثروة المكتسبة نتيجة للتحويلات المالية التي ترسلها الأم نتيجة لعملها في الخارج، فيؤدي ذلك إلى انتقال الأسرة من الطبقة الجتماعية المنخفضة إلى الطبقات ذات المستوى الاجتماعي المرتفع 
الأسر التي تستعين بمصادر خارجية لرعاية الأطفال والعمل المنزلي تستمد استقرارها من وجود المربية التي تقوم بالتعاقد معها. ومن المعروف أن أولئك الذين يدفعون مقابل تلقي خدمة ما، يتمتعون بمعظم القوة الموجودة في علاقة الموظف بصاحب العمل. وللأمهات والآباء سلطة عليا على جدول أعمال المربية اليومي، جنبًا إلى جنب مع عملها والدفع لها (زدرافوميسلوفا، 218). ويقرر أصحاب العمل ما إذا كانت المربية مناسبة للعمل معهم أم لا، وهل يمكن الوثوق بها لتواجدها وشغلها لمكان في منزلهم أم لا، وما إذا كانت مؤهلة للإشراف على رعاية طفلهم ومنزلهم أم لا. ومن الطبيعي أيضًا تركيب كاميرات مراقبة داخل المنزل حتى يشاهد أصحاب المنزل (الوالدين) ما تقوم به المربية من أعمال وكيف تقوم برعاية طفلهم وطريقة التعامل التي يتلقاها منها.
ويمكن لأصحاب العمل أيضًا التواصل مع مربيتهم في أي وقت خلال النهار، وتخصيص وظائف معينة للمربية للقيام بها. يقرر أرباب العمل الأوقات التي تعمل فيها المربية والأوقات التي لا تعمل فيها، والأعمال التي تتحملها المربية وتكون مسؤولة عنها، ويقررون متى يُسمح للمربية بالعودة إلى ديارها لزيارة أسرتها وأطفالها وأهلها، فهم بشكل ما يحددون الاستقرار العام لوظيفة المربية. وتُعرف السلطة العليا في العمل بأنها القدرة على  السيطرة على الموظف الذي يتم توظيفه، بمعنى العلاقة بين صاحب العمل والموظف تكون كتلك العلاقة بين الآباء والمربية التي يقومون بتوظيفها لديهم 
تحصل جميع المربيات على اليد العليا في علاقة الموظف وصاحب العمل. حيث أن المربية هي المسؤولة عن الطفل وصحته وأمنه، وهي مدبرة المنزل في غياب أرباب العمل. وهذا يعطي الحق للمربية أن تُدلي بشروطها التي تريدها في عقدها مع الأسرة. تحدث علاقة قوية بين معظم المربيات والأطفال الذين يقومون برعايتهم مع مرور الوقت. تستخدم بعض المربيات هذه العلاقة أحيانًا ضد الوالدين إذا قاموا بتعريض وظيفتهن للخطر إما بالطرد أو بالاستغلال، حينها لا يرغب الوالدان في تهديد هذه العلاقة المستقرة مع طفلهما، مما يحد من خطر مشاكل التخلي لدى الطفل، والشعور بالذنب تجاه الطفل والمربية من قِبل الوالدين.

## عاملات الصناعة

### النساء فيالصين(ويعرف أيضًا باسم الهجرة من الريف إلى الحضر)
وترسل الفتيات الصينيات الصغيرات إلى المدن الصينية للعمل في المصانع، حيث يعملن بأجورٍ زهيدة لا تتوافق مع المجهود المبذول في العمل، وكثيرًا لا يتقاضين أجورًا لفترة طويلة منذ بداية عملهن. يعرض الفيلم الوثائقي (China blue) نظرة ثاقبة على معاملة هؤلاء النساء الصينيات الشابات والظروف التي يعيشون فيها في هذه البلدان. كثير من العمال هناك يكونوا من العمال المهاجرين الذين يسافرون من الريف إلى المدينة للعثور على فرصة عمل، وكما عُرض في الفيلم الوثائقي (الصين الأزرق)، هؤلاء العمال غالبًا ما يتقاضين أجورًا أقل من الطبيعي، ويواجهون لوائح صارمة في المدينة التي يعملون بها. وتُقر المدينة في تشريعاتها أو سياساتها قوانين تنص على أن المصانع يجب أن تأويهم كمنزل أو مبيت لهم بعد العمل. ومع تواجد المبيت في موقع عملهم، يمثل المصنع بالنسبة للعمال وكأنه مدينة صغيرة يعيشون فيها. فهو يوفر لهم الغذاء والمأوى، ولأن أصحاب المصنع يسيطرون على كل جزء من حياة العامل، يمكن أن يُجبر العمال على العمل في وقت متأخر من الليل، ويمكن معاقبتهم بشكل قاسي على السلوك السيئ في نظرهم، أو على عدم تلبية أوامر أصحاب العمل.
ووفقًا لنجاي (Ngai)، فإن نظام المبيت مرهق أيضًا على هؤلاء العمال المهاجرين لأنه يفصلهم عن أسرهم. العزلة وسوء المعاملة مع العمال هو ما يجعل الصين تنافس في هذا الأمر على الصعيد العالمي. وتجبر الصين عمالها على العمل لساعات طويلة جدًا، ولكن مع دعمهم في نفقات معيشتهم، مع إبقاء أجورهم منخفضة أيضًا.

### البورميات فيتايلاند
تذكر روث بيرسون (Ruth Pearson) أشياء كثيرة عن حال الملايين من النساء البورميات اللواتي يهاجرن إلى تايلاند كل عام. وهؤلاء النساء يشكلن تقريبًا القوى العاملة الزراعية والصناعية هناك. عادة ما تكون هجرة المهاجرات البورميات غير موثقة، ويوجد القليل جدًا من القوانين التي تحكم الهجرة إلى تايلاند. ويعتبر أكثر من نصف العمال هناك من النساء، حيث يعتبر الكثير منهم من النساء المستغلات اللواتي يواجهن عدوانًا كبيرًا من الحكومة والشرطة التايلندية. وتعتمد الشركات الصناعية والزراعية في تايلند اعتمادًا كبيرًا على المهاجرات البورميات وذلك بسبب أجورهن المنخفضة، ومقدار العمل الذي يمكن أن يطلبوه منهم ويقمن بتأديته.

## عاملات العناية
تعتبر وظيفة عاملات العناية من الوظائف التي تلقى رواجًا كبيرًا بين البلدان التي تهاجر إليها العاملات المهاجرات، ذلك بسبب هجرتهن إلى بلدان أكثر تقدمًا من بلدانهم، مما يدفع هذه الأسر إلى استئجار مربية لرعاية أطفالهم بينما يذهبون هم لمتابعة أعمالهن وتأسيس وتطوير مشاريعهم الخاصة. ولذلك تجد العديد من العاملات المهاجرات فرصة كبيرة في العمل كمربيات أو عاملات عناية، حيث يتوفر لهن المأوى والغذاء في مقابل تقاضي بعض الأجور التي تساعدهن في المعيشة وتساعد أسرهن أيضًا عن طريق تحويلها لهم هناك على هيئة تحويلات مالية.
وأكثر الأعمال شيوعًا التي تقوم بها العاملات المهاجرات هي أعمال الرعاية المنزلية. تشغل أعمال الرعاية المنزلية  حوالي 70% من النساء المهاجرات في أسبانيا  وتظهر الزيادة في عدد النساء المهاجرات من أمريكا اللاتينية أن 70 في المائة من العمال المهاجرين البرازيليين والدومينيكيين الذين كانوا يذهبون إلى إسبانيا في عام 2001 كانوا من النساء. ويوظف العاملات في المنازل من قِبل الأسر المالكة للمنزل حيث يقومون بتعيينهم كمربيات لرعاية كبار السن أو لرعاية أفراد الأسرة المرضى، أو كخادمات يقدمن الخدمات المنزلية لهم ولأطفالهم. وتُقدر منظمة العمل الدولية أن العاملين في مجال الرعاية أكثر انتشارًا بنسبة 8 في المائة في البلدان النامية من البلدان المتقدمة. ويتطلب العديد من هذه المواقف أن تبقى المرأة مع الأسر التي تستأجرها، مما يجعل الاستغلال وإساءة المعاملة شيئًا عاديًا مع هذه الحالات، نظرًا لأن العمل غالبًا ما يكون غير مقنن بقوانين عادلة يمكنها تحديد حقوقهن وواجباتهن، ولا توجد طريقة حقيقية لتتبع أوضاع دفع الأجور لهن أو مراقبة ظروف معيشتهن مع هذه الأسر. وتعزيزًا لهذه القضية، فإن بعض العاملات في مجال الرعاية يعيشن بصورة غير مشروعة في الولايات المتحدة ولا يحملون وثائق تثبت هويتهن أو شرعية هجرتهن.
يُظهر دي بارل (De Parle) من خلال الحكايات التي عرفها من المهاجرين والمهاجرات أن رجلًا من مانيلا هاجر من بلده لمدة عشرين عامًا لتوفير الأموال لعائلته. وقد حذت عائلة هذا الرجل حذوه، حيث أصبح جميع أطفاله الخمسة عمال مهاجرين. ويُزيد العمال المهاجرون حوالي 10 أضعاف من حجم العائدات المادية التي تدخل للأسرة بسبب الأجور التي يتقاضونها من عملهن. وكثيرًا ما تكون هناك حاجة ماسة تُحفز هؤلاء العمال على الانتقال إلى الخارج. تُقدر نسبة الهجرة بين الفلبينيين بواحد من كل سبعة منهم يعتبر عاملًا مهاجرًا، ويعتبر المجتمع العمال المهاجرين أبطالًا وذلك بسبب استعدادهم لترك أسرهم وإرسال التحويلات المالية لهم من أجورهم التي يعملون بها في الدول الأجنبية. غير أن هذه التحويلات لا تُعوض الظروف الاجتماعية والعائلية التي يواجهها هؤلاء العمال. على سبيل المثال، لا يتعرف العديد من الأطفال على والديهم، ويكبرون وهم لا يعرفون أقربائهم من أفراد الأسرة. وعلى الرغم من وجود بعض أشكال الحماية للأسر، لا يزال هناك وجود أثر سلبي كبير للتحويلات المالية والهجرة للعمل في الخارج يؤثر على حياة الأسرة. وعلى الرغم من تحسن أوضاع الأطفال من حيث النمو الصحي والظروف المعيشية الجيدة، فإن المال لا يعتبر بديلًا عن وجود والديهم معهم والعيش في جو أسري مستقر.

## الهجرة منسريلانكا
وقد أصبح من الشائع أن تهاجر النساء من سريلانكا إلى دول الشرق الأوسط للعمل كخادمات في المنازل. تجبر هذه الهجرة أولئك النساء في قرى سريلانكا على خلق معايير ومُثل جديدة للجنسين، وذلك ضد الأيديولوجية الثقافية لهن ولمجتمعهن.
يأخذ عدد قليل من الرجال عمل النساء في غيابهن ولكن يقومون بذلك على مضض، وعندما يستطيعون تفويض هذا العمل لأقاربهم الإناث يقومون بفعل ذلك على الفور. وبذلك تحدث إعادة هيكلة لأدوار الجنسين، مما يخلق أوضاعًا غير مريحة بالنسبة لرجال المجتمعات المحلية. فالرجال لديهم الفرصة للقيام بأدوار مختلفة يختارونها بأنفسهم:
●        شرب الكحول من أجل الحفاظ على الهوية الذكورية والتباهي بالثروة المالية.
●        البحث عن عمل.
●        يأخذون عمل المرأة.
يعتبر شرب الكحول في المجتمعات السريلانكية نشاطًا ذكوريًا. ويقوم العاطلون عن العمل والذين يعملون في أعمال ذات مستوى اجتماعي منخفض بشرب الكحول لكي يظلوا رجالًا في نظر البعض ولكي يقومون بحماية هوياتهم الذكورية داخل المجتمع. ويعتبر شرب الكحول علامة على الثروة والغنى أيضًا. فيتم تكوين تجمعات من الذكور ويقومون بشرب الكحول مع بعضهم، هذه المجموعة من الرجال يرغبون في أن يزال يُنظر إليها على أنهم رجال حقيقيون بدلًا من اظهار الكسل وعدم القدرة على تقديم المساعدة وحيازة دور في الإنتاج المجتمعي. يُنفق الرجال الذين يشربون الكحول الكثير من تحويلات زوجاتهم المالية على شرب الكحول، مما يجعل هجرة هؤلاء النساء لا تساعد إلا بالقليل جدًا في من المتطلبات المالية لأسرهن حيث تذهب جهودهن هباءًا بسبب أزواجهن. وعلى النقيض من ذلك، يبدأ بعض الرجال في البحث عن عمل خاص بهم داخل مجتمعاتهم وخارجها.ولا يتخلى  هؤلاء الرجال عن دورهم المجتمعي والأسري كعائل للأسرة. وبالرغم من كل هذه الجهود فهم يكسبون أموالًا أقل كثيرًا من أموال زوجاتهم المهاجرات. ولكن لا يزال ينظر إلى هذا الرجل على أنه يتحمل دوره ومسؤوليته، ولا يزال يُعتبر «رجل» في نظر زوجته وأولاده والمجتمع أيضًا.
يأخذ عدد قليل جدًا من الرجال عمل النساء من خلال رعاية المنزل في غيابهن، وإعداد الطعام، ورعاية أطفالهم. وينظر المجتمع إلى هؤلاء الرجال على أنهم «ليسوا رجالًا»، فهم يدّعون أن قيامهم بهذه الأعمال تجعلهم يبدون مثل النساء. فيسبب هذا العمل الذي يقومون به فقدان لهيبة الرجل بالإضافة إلى كونه عملًا غير مدفوع الأجر. ولكن على الأقل يتحمل هؤلاء الرجال المسؤولية ولا يكونوا مثل الذين ينفقون أموال زوجاتهم المهاجرات على شرب الكحول وغيره.ومع ذلك، يُنظر إليهم على أنهم «ليسوا رجالًا» من قبل الآخرين داخل المجتمع. وذلك مع قدرتهم على التواضع بينهم وتحمل المسؤولية من أجل توفير الأموال حتى ولو بطرق أخرى، ولكن لا يزال ينظر إلى هؤلاء الرجال على أنهم فشلوا في أن يكونوا «رجالًا».

## الهجرة في شرق آسيا
ومنذ السبعينات، دفع النمو الاقتصادي في دول شرق آسيا العمال إلى الهجرة من بلدان جنوب شرق آسيا ذات الدخل المنخفض، مثل الفلبين وإندونيسيا، إلى مواقع أكثر ثراءًا  بحثًا عن فرص عمل يمكنها أن توفر لهم أجور جيدة، ولكن تكون هذه البلدان عادةً أكثر ازدحامًا، مثل هونج كونج وسنغافورة وتايوان. ونتيجة للعولمة، بدأت تهاجر النساء بأعداد كبيرة وتدخل في ميدان العمل المحلي أو المنزلي، وهي ظاهرة يشير إليها العلماء باسم «سلسلة المربية العالمية» أو «القسم الدولي للعمل الإنتاجي».
وقد دفع النمو الاقتصادي في الصين -على وجه الخصوص- العديد من النساء من المناطق الريفية في الصين إلى الهجرة إلى المناطق الحضرية بحثًا عن فرص عمل هناك. حيث تريد هؤلاء النساء أن يكونن جزءًا فعالًا في تطوير الصين وازدهارها اقتصاديًا ، حيث أنهن يذهبن تاركات خلفهن العادات والتقاليد الريفية لأسرهن من أجل أن يكونن جزءًا من تطور العصر الحديث. يعتبر هذا الدافع، هو واحد من الأسباب الأكثر شيوعًا الذي تقرر المرأة الريفية الهجرة بسببه إلى المدن الكبرى، فضلًا عن نداء الواجب الذي يشعرن به حيث أنهن يريدن المساعدة في توفير الأموال لوالديهم.  تعتمد النساء على الشبكات والعلاقات الاجتماعية لديهن من أجل العثور على وظائف في المدن الصينية الكبرى، مثل شنجهاي. وذلك من خلال التواصل مع أفراد الأسرة أو القرويين الآخرين الذين غادروا بالفعل للمدينة حيث تتوفر مجموعة كبيرة من الوظائف في هذه المدن.
وتقوم المرأة الريفية بمجموعة كبيرة من الوظائف، بداية من الأعمال المحلية والمنزلية  وأعمال المصانع وتأسيس مشاريعها الخاصة  نهاية بالعمل كمضيفات في حانات الكاراوكي الشعبية في الصين. وعادة ما تنفق هؤلاء النساء دخلهن على تعليم أنفسهن أو للإنفاق على أفراد أسرهن، ويرسلن أي أموال متبقية إلى بقية الأسرة التي لا تزال في القرية.
لا تأتي جميع العاملات المهاجرات من المناطق الفقيرة فقط. ففي الفلبين -على سبيل المثال- غالبًا ما تأتي العاملات من مناطق ذات نمو اقتصادي مرتفع. وشهدت تايلند زيادة في هجرة النساء من الطبقات العليا أيضًا. حيث تزايد وجود نساء من الطبقة الاجتماعية العليا هناك، فقد شهدت فترة الستينات 1960 طفرة في الهجرة عندما بدأت الأسر الصينية التايلاندية من الطبقة الاجتماعية المتوسطة بإرسال بناتها إلى الخارج بشكل متزايد سعيًا وراء التعليم العالي لهن .

## المكانة الإجتماعية والمعونة
وتذكر تشنج (Cheng) أن هناك عزلة تحدث للنساء اللواتي يعملن في الخارج حتى عن دوائرهن الاجتماعية. وهذا يثبط نظم الدعم، وغالبًا ما يضع هؤلاء النسوة في مواقف ضعيفة وبائسة، مما يزيد من الاعتماد على الأسرة وعلى أصحاب العمل الذين يعملن لديهم في كثير من الأمور. وتستخدم المهاجرات أجور السنة الأولى من عملهن لتأمين مكانهن في وظيفتهن الجديدة، ومن ثم تحافظ هذه العزلة عن الأسرة على بقاء المرأة مطيعة لهم طيلة الوقت.
يناقش المؤلفان تونيا باسوك ونيكولا بايبر (Tonya Basok and Nicola Piper) الجهود الحكومية للهجرة الدولية التي تقوم بها المنظمات غير الحكومية التي تحاول حماية حقوق الأمريكيين اللاتينيين وحقوق الكاريبيين الذين ينتقلون إلى أوروبا. ويقولون بأنه على الرغم من تحسن الأوضاع المالية للمرأة التي تهاجرمن بلدها الأصلي وتعود إليه، فإن إدارة حقوق العمل والعمال في الخارج أمر صعب جدًا بسبب الافتقار إلى تعزيز الحقوق التي تتعارض مع إدارة المجهودات المبذولة.
وكثيرًا ما توكل النساء اللواتي يتركن منازلهن بحثًا عن عمل في الخارج واجباتهن المنزلية إلى فرد آخر من أفراد الأسرة أو حتى لأطفالهن. وكثيرًا ما تكون لأبنائهن من الإناث أو لإمرأة أخرى تتولى المسؤولية عن واجباتهن الأمومية والأسرية أيضًا، مما يزيد من تعزيز الدور الجنساني للعمل المنزلي، ويديم الأدوار التقليدية للجنسين.
صندوق الأمم المتحدة الإنمائي للمرأة (الآن هيئة الأمم المتحدة للمرأة) هو فرع من فروع الأمم المتحدة مكرّس لدعم النساء العاملات والدفاع عنهن. ومع ازدياد انتشار عمل المهاجرات بين النساء، اضطر الصندوق إلى المساعدة في الحفاظ على حقوقهن. ويشمل ذلك وضع معيار لحقوق الإنسان، ودفع الأجور في وقتها الطبيعي، وتحديد أيام للراحة في الأسبوع، والحصول على الرعاية الطبية، والتحقيق في ظروف السكن لهن. وقد نصَّ صندوق الأمم المتحدة الإنمائي للمرأة على عدة قوانين شبيهة بالقانون المتعلق بحماية المهاجرات في إندونيسيا. وهدفهم هو وضع قوانين عالمية للأخلاقيات والعلاج الطبي لجميع الذين يضطرون إلى الهجرة من أجل العمل أو لأسباب أخرى.
وأصبحت الحماية الجنسانية (المرتبطة بالنوع) في عمل المهاجرين ضرورة، نظرًا لاستغلال المهاجرات استغلالًا كبيرًا والاتجار بهن في الجنس وذلك بمجرد وصولهن إلى بلد الهجرة. وبما أن العديد من النساء في هذه الأماكن يتم استغلالهن في التجارة بالجنس أو في الرعاية المنزلية، فإنهن دائمًا يكونن عرضة للإساءة والابتزار.

### التحويلات المالية
ومن الناحية الاقتصادية، تدخل المرأة سوق العمل للمساعدة في دعم أفراد أسرتها القاطنين في موطنها الأصلي عن طريق تحويل أجور عملها لهم. وغالبًا ما تكون العاملات المهاجرات ماهرات في العمل الذي لا يتطلب مهارات خاصة، مثل العمل في المصانع أو في أعمال الرعاية المنزلية. ويختلف تأثير هؤلاء العاملات المهاجرات على الاقتصادات المحلية والأجنبية، وهناك القليل جدًا من البيانات التي يمكن أن تقدم لنا أي حجة قاطعة بشأن تأثير عمل هؤلاء العاملات على الاقتصاد. ومع ذلك، يمكن ملاحظة هذا التأثير من خلال استمرار العولمة، والتبادل النقدي بين البلاد، والتحويلات المالية من جانب النساء. «لقد كان للتحويلات المالية آثار اقتصادية كبيرة في العديد من بلدان المنشأ في مواجهة العجز التجاري، والحد من الضغط على العملة المحلية، وتخفيض الدَين الخارجي، وما إلى ذلك» وهذا يعني أن المصدر الرئيسي لرأس المال بالنسبة للبلدان النامية هو الأجور التي تحصل عليها هؤلاء النساء وترسلها إلى ديارهن في بلد المنشأ. «وقد تم الإبلاغ عن تحويلات مالية تقدر قيمتها حوالي 150 مليار دولار في عام 2004 وذلك بصورة رسمية. وربما تم تحويل ضعف هذا المبلغ ولكن بشكل غير رسمي، وتزداد أهمية هذه التحويلات المالية يومًا بعد يوم، فهي في كثير من البلدان من أكبر المساعدات الإنمائية والاستثمار الأجنبي المباشر».
ويرى روزوارن (Rosewarne) أن عدم وجود قوانين حتى لو مؤقتة للعاملات المهاجرات يُشكل عائقًا كبيرًا أمام التدفق المستمر للتحويلات المالية. بالإضافة إلى تأثير ذلك على الأسر التي تحصل عليها، فلقد أصبح الناتج المحلي الإجمالي للبلدان يعتمد على تدفق هذه التحويلات المالية. ومع ذلك، فإن هناك قيود مختلفة. فالمرأة عادة ما تجد صعوبة في العثور على عمل مؤقت بسبب قلة التعليم وقلة توافر فرص العمل، فضلًا عن عدم وجود القوانين التي تدعمها في الخارج.

### تغيير أدوار الجنسين
على مر التاريخ، اتخذت النساء دور مقدم الرعاية الأسرية، حيث تبقى المرأة في المنزل لرعاية الأطفال مع متابعة الأعمال المنزلية. في حين أن هذا الدور لا يزال يحدث بين العديد من الأسر، إلا أن بعض التغييرات بدأت تحدث في جميع أنحاء العالم حيث أن النساء بدأن يأخذن الكثير من أدوار الرجال في المنزل وفي العمل أيضًا. هذا التغيير في الأدوار كان صعبًا جدًا في البداية بالنسبة للمرأة. فقد وضعن في مواقف تتطلب منهن التكيف مع مظاهر أكثر ذكورية والظهور بمظهر الرجال في نوعية الملابس وغيرها وأيضًا التعامل بتعاملات تحمل معظمها الكثير من خصائص تعاملات الجنس الآخر، راغبةً في أن تؤخذ على محمل الجد في مجال العمل من حيث الأوامر والوضع الاجتماعي وغيره من الأدوار التي طالما كانت من تخصصات الرجال على مر الزمان. وقد أدى هذا التغيير في مظهر المرأة ومواقفها إلى تحول كبير في طريقة تقديم المرأة لنفسها سواء في العمل أو في المنزل. على الرغم من ذلك قامت النساء في الآونة الأخيرة باختيارها الذي يبنى على أن العيش بأسلوب حياة حازم بدلًا من الظهور بمظهر ذكوري يمنعها من التمتع بأنوثتها في محاولة منها للحفاظ عليها وفي نفس الوقت الحفاظ على جديتها في بيئة العمل.
وتهاجر بعض النساء هربًا من القمع الناتج عن التفرقة بين أدوار الجنسين (الذكر والأنثى)، ويتركن بيوتهن ليحصلن على مزيد من الاستقلال المادي والحرية التي طالما منعن منها بسبب عادات وتقاليد مجتمعهن التي تنص على وضع حدود معينة للمرأة في طريقة العيش والتعبير عن الرأي حتى وصل بها الحال إلى بعض القيود على الملبس والمشرب!، مما يجعل هذا الأمر يتحدى الأدوار التقليدية للجنسين. ويمكن أن يعزز ذلك وضع المرأة في الأسرة من خلال تحسين موقفها المادي والاجتماعي الذي يمكن أن يعطي لها بعض الحرية والسلطة. ولقد أصبحت المرأة ذات نفوذ أكبر في السيطرة على الأسرة والأحوال المعيشية لأنها تسيطر على درجة ما من درجات الممتلكات الاقتصادية للأسرة لأنها قادرة على جلب الأموال لأسرتها، تبعًا لحالتها الاقتصادية الناتجة عن عملها وتقاضيها للأجور. وكثيرًا ما تلاحق أدوار الجنسين النساء في بيئتهن الريفية أو المنزلية وصولًا إلى العمل الذي يُسمح لهن بالمشاركة فيه، ويمكن أن يكون له تأثير مُرضي على عملهن وحياتهن الاجتماعية. ويذكر جي يو لوي (Jie-Yu Lui) أن الأدوار الاجتماعية تتبع العاملات المهاجرات في بيئاتهن الجديدة أيضًا  حيث أن هناك علاقة قوية بين دور المرأة في حياتها الريفية ودورها في حياتها الجديدة في المدينة الحضرية أو البلد الأجنبي الذي تنتقل له. وتقبل المرأة المعاملة التي تتلقاها هناك لأنها لا تختلف كثيرًا عن معاملتها أثناء أدائها لأدوارها التقليدية والمحلية في بيئتها الريفية، مثل قيامها بأدوارها في المنزل كمدبرة منزل ومسؤولة عن الأعمال المنزلية أو مسؤولة عن تربية الأطفال وغير ذلك من الأعمال التي تنسب للمرأة دائمًا.
وتقول بينريا (Beneria) أن أدوار الجنسين تتغير باستمرار لأن النساء من أمريكا اللاتينية يقومون بمغادرة أسرهن، وينتقلن إلى أوروبا الغربية ليصبحن عاملات في مجال الرعاية المنزلية. ويكون الطلب على الأعمال المنزلية من الأوروبيين كبير وذلك لأنهم يركزون على توفير الدخل من عملهم، وخلق توازن بين تكاليف الواجبات المنزلية لهم مع عملهم في السوق. تستخدم بينريا الحجة القائلة بأن اختيار المرأة لمغادرة موطنها وتوفير الأموال وتحويلها لعائلتها يبدأ في عكس أدوار الأسرة ككل، بالإضافة إلى ظهور فئة جنسانية جديدة. وبالنظر إلى أن معظم العاملات المهاجرات يعملن في مجال الرعاية المنزلية، فيعمل ذلك على تعزيز دورهن العائلي التقليدي. على الرغم أن غيابهن عن منازلهن قد يثير بعض من مشاعر الاستياء لدى أطفالهن، ولكن يتوقف هذا على تواجد باقي أفراد الأسرة. وتختتم بينريا القول بإن سياسة المصالح الحكومية تتأثر بتوافر عاملات الرعاية من المهاجرات اللواتي يساعدن على تحقيق التوازن بين العمل المحلي والسوقي في البلدان الأكثر تقدمًا. أما إذا كانت هناك حلول لا تتطلب تغييرات في السياسات، فإن الحكومات تضطر لاستخدام هذه الأمثلة كأسباب ضد هذا التغيير في السياسة. بالإضافة إلى ذلك، هناك خطر يتمثل في حدوث الخيانة الزوجية في الخارج، مما يضعف هيكل وتماسك الأسرة أيضًا.

### الابتزاز وسوء المعاملة التي يعاني منها العاملات المهاجرات
ويعزى سوء معاملة العاملات المهاجرات في المقام الأول إلى أنهن يميلن إلى البحث عن عمل في قطاع العمل غير الرسمي، وبالتالي فلا تشملهن تشريعات العمل أو يُشملن جزئيًا فقط وليس في تشريعات العمل فقط بل وفي الضمان الاجتماعي والرعاية الاجتماعية، والرعاية الصحية أيضًا وذلك في البلد المضيف لهن. واستغلال العاملات المهاجرات أقل قابلية للتحديد عن استغلال العمال المهاجرين لأن الاستغلال يحدث في مرحلة مبكرة من عملية الهجرة أو في حالات ضعف خدمات المراقبة للعمل. ومن الأمثلة على سوء المعاملة ما يلي:
- عدم الحصول على أجر.
- تقييد الحركة للعاملات المهاجرات.
- سحب وثائق الهوية الشخصية منهن.
- فرض فترات عمل طويلة.
- العمل لمدة أسبوع كامل بدون الحصول على أيام الإجازة.
- الاستغلال الجنسي للعاملات المهاجرات.
- ضعف ظروف المعيشة مع عدم كفاية الغذاء والماء والإقامة.
وكثيرًا ما تتعرض العاملات المهاجرات لسوء المعاملة والعزل من قبل أرباب عملهن، ولا سيما في دول الشرق الأوسط. ويتعرض العاملات الذين يعملن في المنازل كخادمات أو عاملات في أعمال الرعاية لهذه العزلة ويصبحون معتمدين اعتمادًا كليًا على أرباب عملهن. يتم استغلالهم نفسيًا وليس جسديًا فقط وذلك بسبب سوء المعاملة التي تؤذي صحتهن النفسية وتولد لديهن مشاعر غضب واكتئاب شديدين. حيث تؤدي الاعتمادية وانعدام الأمن الوظيفي إلى جعل الابتزاز ممكنًا وسهلًا. كما تتعرض النساء المهاجرات للاغتصاب والتحرش الجنسي في الخارج، وهن عرضة للاتجار بهن في الجنس أيضًا.

### العجز في الرعاية الصحية في بلد المنشأ
ومع انتشار فكرة الهجرة للعاملات، فإن غياب المرأة وخاصة الأمهات، يترك عجزًا كبيرًا في الحياة الأسرية لأزواجهن وأطفالهن حيث يتسلل عدم الاستقرار إلى داخل أوضاع الأسرة، ويتولد عجزًا كبيرًا في القدرة على تربية الأطفال ومتابعة تعليمهم ومراقبة حالتهم الصحية باستمرار مما يؤدي إلى وجود مشاكل كبيرة جدًا يعجز عن حلها الزوج وحده أو أي من أفراد الأسرة أو حتى الأقارب. وعندما تغادر المرأة بلدها لتوفير الأموال لأسرتها، يترك دور الأم أو القائم بأعمال الرعاية لأفراد الأسرة لإناث أخريات للقيام به. فيمكن أن يُوكل هذا الدور للإبنة الكبرى في الأسرة، أو العمات، أو حتى أقرباء الأسرة من الدرجات المتباعدة. ويساعد هؤلاء الأقارب في أداء الواجبات المنزلية وتربية الأطفال بينما يكون والدي هؤلاء الأطفال مهاجرين للخارج لتأمين ظروف معيشية أفضل، ولكن غياب الوالدين يزيد من تفاقم الأوضاع السيئة والغير مستقرة داخل الأسرة بلا شك.
ويتعثر تعليم الأطفال بسبب الافتقار إلى الإشراف ودعم الوالدين. «على الرغم من جهود الوالدين للبقاء على اتصال بأطفالهم عبر الهاتف، قد يكون الاتصال غير منتظم وأحيانًا يقتصر على تبادل للحديث فقط بين الأم والطفل». فإن عدم تجمع ولم شمل هذه الأسرة يؤدي إلى حدوث نتائج سلبية جدًا مما يجعل الأمهات غرباء بالنسبة لأطفالهن فهم لا يستطيعون التعرف عليهم غالبًا عندما يعودن إلى الديار.

### إجراءات تحسين تجارب العاملات المهاجرات
لقد قدمت منظمة العمل الدولية قائمة بالتدابير التحفيزية التي ينبغي أن تنفذها الحكومات والمنظمات في البلدان المانحة والمؤقتة والتي تقصدها العاملات المهاجرات، وذلك من أجل تحسين تجارب العاملات المهاجرات والذكور على نحو سواء. وتشمل بعض هذه التدابير ما يلي:
●        تنفيذ اتفاقيتي منظمة العمل الدولية بشأن العمال المهاجرين، يحملان رقم 97 و 143؛ اتفاقية منظمة العمل الدولية رقم 111 بشأن عدم التمييز والمساواة بين العمال المهاجرين؛ اتفاقيات منظمة العمل الدولية رقم 19 و 118 و 157 و 165 بشأن الضمان الاجتماعي.
●        ضمان وصول الرعاية الصحية إلى العمال المهاجرين وأفراد أسرهم المرافقين لهم.
●        حماية حقوق العمال المهاجرين في الانضمام إلى نقابات العمال وغيرها من رابطات المهاجرين في البلد التي يهاجرون إليها.
●        تنفيذ المبادئ التوجيهية للتوظيف بشكل أخلاقي والإشراف على التوظيف الخاص أيضًا.
●        إقرار مثبت بمؤهلات العمال المهاجرين التي تم الحصول عليها في بلدانهم الأصلية.
●        توفير العمال المهاجرين بالمعلومات التي يريدونها قبل المغادرة، والتدريب على الظروف الاجتماعية وظروف العمل في بلدان الهجرة، والحصول على التأمين على الحياة، وتفعيل خطط المعاشات التقاعدية، والحصول على التأمين الطبي، والتدريب اللغوي الأساسي لهم.